# Chris Lebenzon
Chris Lebenzon (* 29. Oktober 1953 in Redwood City, Kalifornien, USA) ist ein US-amerikanischer Filmeditor.

## Karriere
Lebenzons Karriere umfasst hauptsächlich den Schnitt von Actionfilmen; speziell seine Arbeit an Produktionen von Jerry Bruckheimer und Tim Burton zeichnet ihn aus. Sein Schaffen umfasst mehr als 45 Produktionen.
Chris Lebenzon war zweimal, 1987 für Top Gun und 1996 für Crimson Tide – In tiefster Gefahr, für den Oscar in der Kategorie Bester Schnitt nominiert. Außerdem wurde er 2000 für seine Arbeit an Sleepy Hollow für den Golden Satellite Award nominiert. 2008 und 2011 gewann er den Eddie Award der American Cinema Editors.

## Filmografie (Auswahl)
- 1976: God Told Me To
- 1977: Ich bin der Boß! (The Private Files of J. Edgar Hoover)
- 1981: Wolfen
- 1984: Die Brut des Adlers (A Breed Apart)
- 1985: L.I.S.A. – Der helle Wahnsinn (Weird Science)
- 1986: Top Gun – Sie fürchten weder Tod noch Teufel (Top Gun)
- 1987: Beverly Hills Cop II
- 1987: Der stählerne Vorhang (Weeds)
- 1988: Midnight Run – Fünf Tage bis Mitternacht (Midnight Run)
- 1990: Revenge – Eine gefährliche Affäre (Revenge)
- 1990: Tage des Donners (Days of Thunder)
- 1991: Hudson Hawk – Der Meisterdieb (Hudson Hawk)
- 1992: Batmans Rückkehr (Batman Returns)
- 1993: Josh and S.A.M.
- 1994: Ed Wood
- 1995: Crimson Tide – In tiefster Gefahr (Crimson Tide)
- 1996: Mars Attacks!
- 1997: Con Air
- 1998: Armageddon – Das jüngste Gericht (Armageddon)
- 1998: Der Staatsfeind Nr. 1 (Enemy of the State)
- 1999: Sleepy Hollow
- 2000: Nur noch 60 Sekunden (Gone in Sixty Seconds)
- 2001: Pearl Harbor
- 2001: Planet der Affen (Planet of the Apes)
- 2002: xXx – Triple X (xXx)
- 2003: Sie nennen ihn Radio (Radio)
- 2003: Big Fish
- 2005: Der Herr des Hauses (Man of the House)
- 2005: Charlie und die Schokoladenfabrik (Charlie and the Chocolate Factory)
- 2005: Corpse Bride – Hochzeit mit einer Leiche (Corpse Bride)
- 2006: Déjà Vu – Wettlauf gegen die Zeit (Déjà Vu)
- 2006: Eragon – Das Vermächtnis der Drachenreiter (Eragon)
- 2007: Sweeney Todd – Der teuflische Barbier aus der Fleet Street (Sweeney Todd: The Demon Barber of Fleet Street)
- 2009: Die Entführung der U-Bahn Pelham 123 (The Taking of Pelham 123)
- 2010: Alice im Wunderland (Alice in Wonderland)
- 2010: Unstoppable – Außer Kontrolle (Unstoppable)
- 2012: Dark Shadows
- 2012: Frankenweenie
- 2014: Maleficent – Die dunkle Fee (Maleficent)
- 2015: The Last Witch Hunter
- 2016: Die Insel der besonderen Kinder (Miss Peregrine’s Home for Peculiar Children)
- 2017: Geostorm
- 2019: Dumbo
- 2020: Die fantastische Reise des Dr. Dolittle (Dolittle)
- 2022: Uncharted
- 2022: Verwünscht nochmal (Disenchanted)
- 2023: Ghosted
- 2024: Kraven the Hunter